# Costa de Oro (Uruguay)

Carte de Canelones avec la Costa de Oro en rouge.

La Costa de Oro est le nom donné aux stations balnéaires et aux localités situées à l'est de Montevideo, dans le département de Canelones. Jusqu'au 19 octobre 1994, elle comprenait aussi des zones urbaines qui fusionnèrent alors pour donner naissance à la ville de Ciudad de la Costa. De nos jours, font partie de la Costa de Oro les seules stations balnéaires et localités qui se trouvent entre les rivières Pando et Solís Grande, avec les routes 8 et 9 pour limite au nord.

## Histoire
Jusqu'au début du XXe siècle, le littoral du département de Canelones formait un ensemble de dunes mobiles et de marécages. La zone, impropre à l'agriculture, n’offrait alors que peu d'intérêts.
Jusqu'en 1870 des familles aisées prirent l'habitude d'installer des camps d'été sur la plage de Santa Rosa (l'actuelle plage de Mansa de Atlántida). Elles s'y rendaient en chariot (qui servaient de logement) et transportaient la nourriture du séjour, dont des poules et des vaches laitières.
Les opérations de fixation des dunes commencèrent en 1908. On utilisa alors des pins maritimes (en provenance de Galice, du Portugal et du sud de la France), des eucalyptus et des acacias.

## Caractéristiques

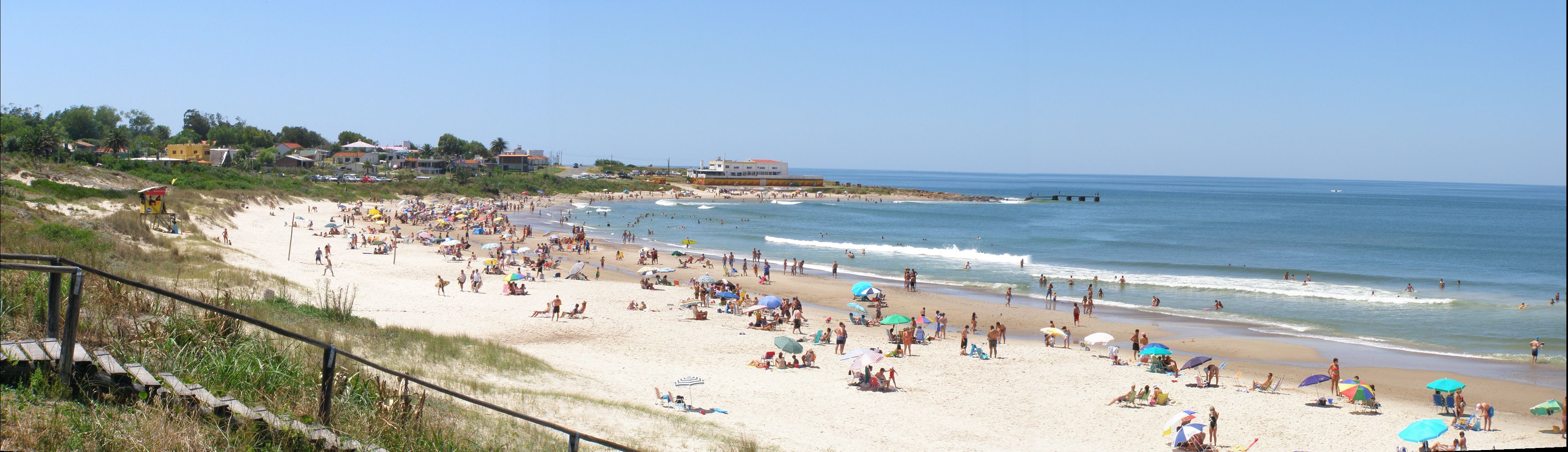
Vue panoramique de la plage de Cuchilla Alta

La Costa de Oro se caractérise par une succession quasi ininterrompue de plages qui ont vu naître, depuis le début du XXe siècle, un chapelet de stations balnéaires. Jusqu'au 19 octobre 1994, Atlántida était le centre le plus important mais, à cette date, les localités comprises entre l' arroyo Carrasco et la rivière Pando furent réunies pour former Ciudad de la Costa (en fait, une extension de l’aire métropolitaine de Montevideo vers l’est).
Cette côte est l’une des principales zones touristiques uruguayennes. Elle accueille une clientèle essentiellement nationale, même si les étrangers ne sont pas absents (notamment à Salinas, Atlántida, Parque del Plata, La Floresta, Costa Azul). Le littoral offre de grandes plages de sable blanc et très fin. On y pratique toute sorte d’activités aquatiques ou de plage, tant sur les rives du Río de la Plata que dans les principales rivières de la zone (le Pando, le Solís Chico et le Solís Grande) où l’on peut s’adonner à la pêche sportive.
On accède à la Costa de Oro, depuis Montevideo, en empruntant l’avenue Ingeniero Luis Giannattasio (qui traverse Ciudad de la Costa) et la Ruta Interbalnearia.

## Stations de laCosta de Oro
- Neptunia
- Pinamar
- Salinas
- Marindia
- Fortín de Santa Rosa
- Villa Argentina
- Atlántida
- Las Toscas
- Parque del Plata
- Las Vegas
- La Floresta
- Costa Azul
- Bello Horizonte
- Guazuvirá Nuevo
- Guazú-Virá
- San Luis
- Los Titanes
- La Tuna
- Araminda
- Santa Lucía del Este
- Biarritz
- Cuchilla Alta
- Santa Ana
- Balneario Argentino
- Jaureguiberry

## Source
- (es) Cet article est partiellement ou en totalité issu de l’article de Wikipédia en espagnol intitulé « Costa de Oro (Uruguay) » (voir la liste des auteurs).